# Vaubadon
Vaubadon är en kommun i departementet Calvados i regionen Normandie i norra Frankrike. Kommunen ligger i kantonen Balleroy som ligger i arrondissementet Bayeux. År 2018 hade Vaubadon 446 invånare.

## Befolkningsutveckling
Antalet invånare i kommunen Vaubadon
Referens:INSEE